# Stade de Tourbillon
Stade de Tourbillon is een voetbalstadion in het Zwitserse Sion. De plaatselijk voetbalclub FC Sion speelt haar wedstrijden in dit in 1968 gebouwde stadion. Het stadion is in handen van de gemeente Sion. In het stadion kunnen 20.200 toeschouwers. Hiervan zijn er 8.700 zitplaatsen en 11.500 staanplaatsen.

## Interlands
Het Zwitsers voetbalelftal speelde tot op heden zes interlands in het Stade de Tourbillon.
| 1 | 24 april 1977     | Zwitserland – Luxemburg                    | 3 – 0 | Oefeninterland  |
| 2 | 27 maart 1985     | Zwitserland – Tsjecho-Slowakije            | 2 – 0 | Oefeninterland  |
| 3 | 6 september 1994  | Zwitserland – Verenigde Arabische Emiraten | 1 – 0 | Oefeninterland  |
| 4 | 1 juni 2010       | Zwitserland – Costa Rica                   | 0 – 1 | Oefeninterland  |
| 5 | 4 juni 2010       | Japan – Ivoorkust                          | 0 – 2 | Oefeninterland  |
| 6 | 31 mei 2014       | Algerije – Armenië                         | 3 – 1 | Oefeninterland  |
| 7 | 8 september 2019  | Zwitserland – Gibraltar                    | 4 – 0 | EK-kwalificatie |
| 8 | 12 september 2023 | Zwitserland – Andorra                      | 3 – 0 | EK-kwalificatie |